# باندا اورینتال

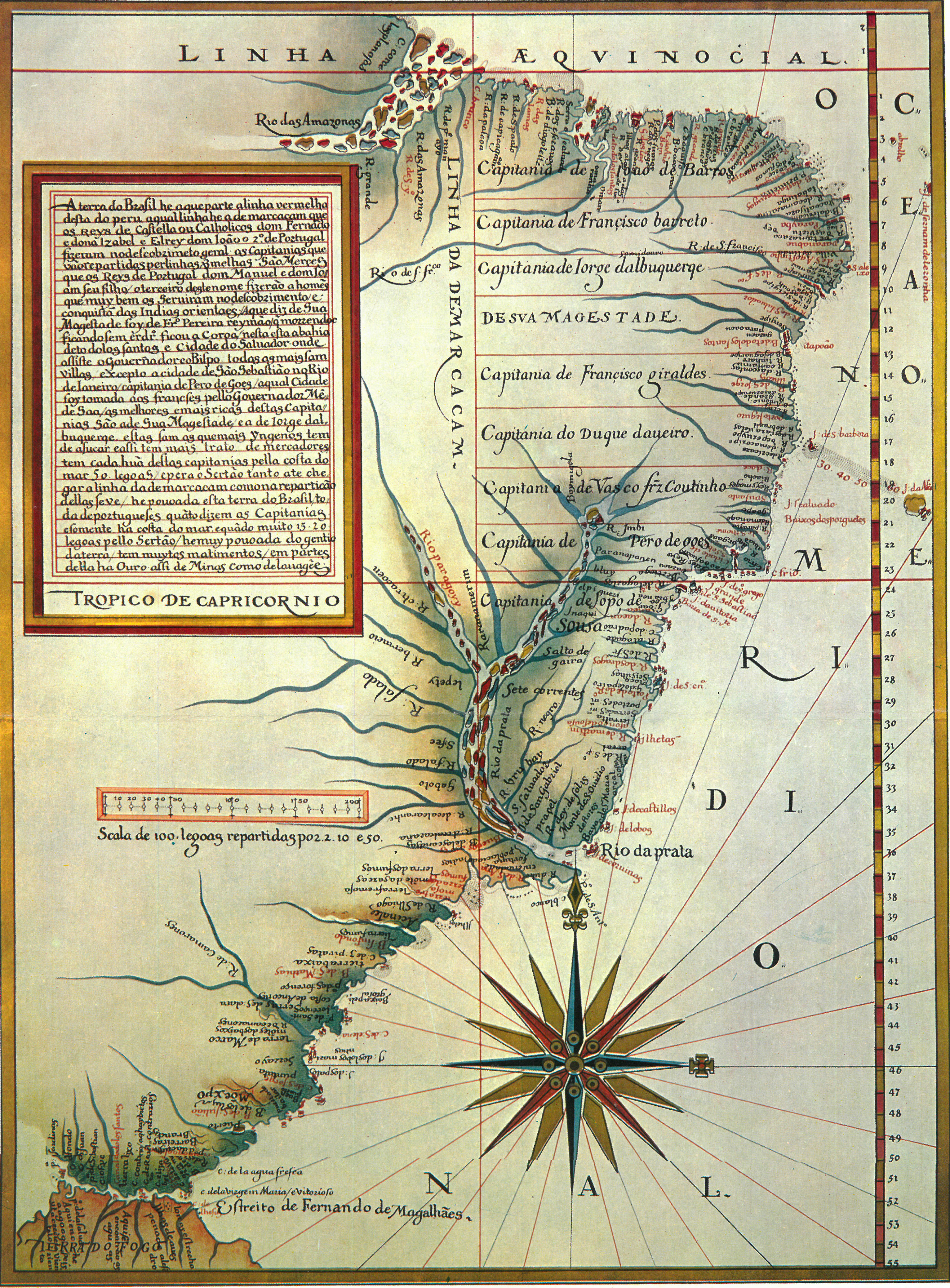
نقشه سال ۱۵۷۴ که کاپتانیاهای پرتغالی را نشان می‌دهد

باندا اورینتال یا به‌طور کامل‌تر باندا اورینتال دل اروگوئا (شعبهٔ شرقی اروگوئه)، نام سرزمین‌هایی در آمریکای جنوبی بوده که در شرق رود اروگوئه و شمال ریو د لا پلاتا قرار داشتند و کشور امروزی اروگوئه را شامل می‌شدند. ایالت‌هایی از برزیل من‌جمله ریو گراند دو سول و برخی جاهای سانتا کاتارینا در این سرزمین بوده. این شرقی‌ترین قلمرو نایب السلطنه ریو د لا پلاتا به‌شمار می‌رفت.
پس از دهه‌ها اختلاف بر سر مرزبندی سرزمین‌ها، اولین معاهده سن ایلدفونسو در سال ۱۷۷۷ اختلاف بین امپراتوری اسپانیا و امپراتوری پرتغال را حل و فصل کرد: قسمت جنوبی قرار بود توسط نایب‌السلطنه اسپانیایی ریو د لا پلاتا و سرزمین‌های شمالی توسط کاپیتانیای سائو پدرو دو ریو گرانده جنوبی (انگلیسی: Captaincy of Saint Peter of the Southern Río Grande) اداره شوند.
باندا اورینتال یک واحد اجرایی جداگانه و دفاکتو بود که توسط خوزه گرواسیو آرتیگاس در سال ۱۸۱۳ به ایجاد استان شرقی منجر شد و تدریجاً به بخشی از استان‌های متحد آمریکای جنوبی بدل شد.